# Il pap'occhio
Il pap'occhio és una pel·lícula de comèdia italiana de 1980 escrita i dirigida per Renzo Arbore.
Va ser estrenada el setembre de 1980 i va ser molt atacada per la premsa catòlica. Tres setmanes més tard va ser confiscada "per insultar a la religió catòlica i a la persona del Sant Papa" per ordre del fiscal de l'L'Aquila Donato Massimo Bartolomei.
La pel·lícula va recaptar 5.000 milions de lires i va ser la cinquena pel·lícula més taquillera d'Itàlia la temporada 1980/1981.

## Trama
El músic Renzo Arbore té una visió de Don Gabriel, que ve portant una Anunciació del Vaticà: Gabriel anuncia que el Papa Joan Pau II, veient la televisió, va quedar impressionat per una cervesa. comercial en què Arbore era el portaveu. Així, Arbore serà contractat com a director artístic de la recentment formada però mal organitzada Televisió Estatal del Vaticà. Després d'aquest anunci, Arbore i la seva companyia arriben al Vaticà per començar a treballar. Mentrestant, el cardenal Richelieu, un prelat conservador fanàtic, conspira per destruir la iniciativa i arruïnar Arbore.

## Repartiment
- Renzo Arbore com ell mateix
- Roberto Benigni com ell mateix
- Isabella Rossellini com ella mateixa
- Andy Luotto com ell mateix
- Mario Marenco com ell mateix
- Manfred Freyberger com a Papa Joan Pau II
- Michael Pergolani com ell mateix
- Otto e Barnelli com ells mateixos
- Sorelle Bandiera com a ells mateixos
- Diego Abatantuono com a Don Gabriele
- Luciano De Crescenzo com a Déu
- Graziano Giusti com a Cardenal Richelieu
- Fabrizio Zampa com a Zampa
- Milly Carlucci com a monja anunciadora de televisió
- Mariangela Melato com a actriu Unchoen que interpreta "La figlia di Iorio"
- Ruggero Orlando com ell mateix
- Martin Scorsese com a director de televisió
- Silvia Annichiarico com a secretària d'Arbore